# Lago supraglaciar

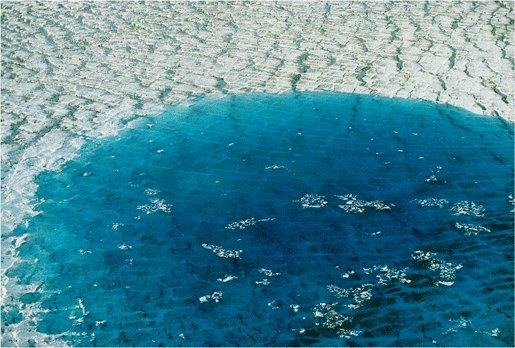
Un lago supraglaciar sobre la superficie del glaciar Bering (Alaska) en 1995.

Un lago supraglaciar (del inglés: supraglacial lake) es un estanque de agua líquida localizado en la parte superior de un glaciar. A pesar de que estas piscinas son efímeras, pueden alcanzar kilómetros de diámetro y varios metros de profundidad. Pueden durar meses o incluso en algún caso décadas, pero se pueden vaciar en el curso de horas.
Los lagos pueden ser creados por la fusión del hielo en la superficie durante los meses de verano, durante un período de años, o por la acumulación lluvia, como en la época de los monzones. Se puede disipar por el desbordamiento de sus orillas o tras la creación de una crevasse o grieta.

## Efectos sobre las masas de hielo
Los lagos de un diámetro mayor de unos 300 m son capaces de crear desde una crevasse llena de líquido hasta una vía de conexión entre los glaciares y su lecho. Cuando se forman estas crevasses profundas, tan solo 2 a 18 horas pueden ser suficientes para vaciar el lago, suministrando agua caliente a la base del glaciar, que lubrican el lecho y causan lo que se conoce como «oleadas glaciares» (glacial surges). La velocidad de vaciamiento de un lago sobreglaciar puede ser equivalente al caudal de las cataratas del Niágara. Cuando se forman tales grietas en las barreras de hielo pueden atravesarlas totalmente hasta alcanzar el océano subyacente y contribuir a la ruptura de tales barreras.
Los lagos supraglaciares también tienen un efecto de calentamiento sobre los glaciares, ya que al tener un menor albedo que el hielo, el agua puede absorber más energía del sol lo que causa su calentamiento y (potencialmente) más fusión.

## Contexto
Los lagos supraglaciares pueden aparecer en todas las zonas glaciadas.
El retroceso de los glaciares del Himalaya produce grandes y largos lagos de larga vida, de muchos kilómetros de diámetro y decenas de metros de profundidad. Pueden estar limitados por morrenas y algunos son lo suficientemente profundos como para que la densidad los estratifique. La mayoría han estado creciendo desde la década de 1950, ya que los glaciares han estado retrocediendo constantemente desde entonces.
Una proliferación de lagos supraglaciares precedió al colapso de la barrera de hielo antártica Larsen B en 2001, [cita requerida] y puede que ambos sucesos tengan alguna conexión causal.[cita requerida]
Este tipo de lagos son también prominentes en Groenlandia, donde recientemente se han entendido como grandes contribuyentes al movimiento del hielo.

## Sedimentos

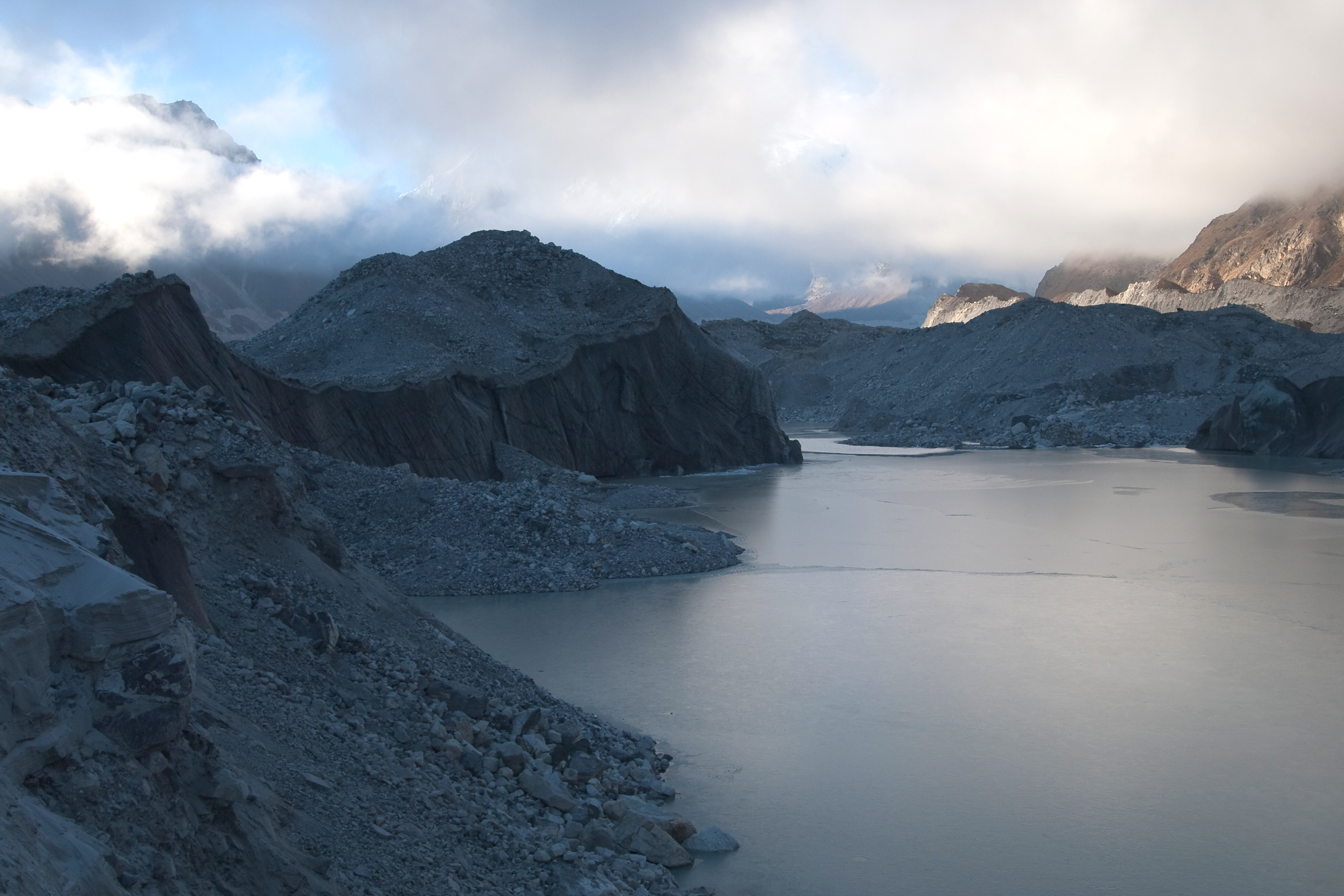
Ngozumpa

Las partículas sedimentarias suelen acumularse en los lagos supraglaciares. Son arrastradas por el agua de deshielo o por el agua de lluvia que alimenta esos lagos. El carácter de los sedimentos depende de la fuente de agua, así como de la proximidad del área muestreada tanto al borde del glaciar como a la orilla del lago. La cantidad de sedimentos sobre el glaciar también tiene gran efecto y, naturalmente, los lagos de gran duración tienen diferente sedimentación que las piscinas de más corta duración.
Los sedimentos están dominados por fragmentos gruesos (arena gruesa /grava) y la tasa de acumulación puede ser muy grande, de hasta 1 metro por año cerca de las orillas de los lagos más grandes.
Tras la fusión de los glaciares, los depósitos pueden ser preservados como till superglacial (conocidos como morrenas supraglaciares).

## Efectos del calentamiento global
Actualmente no está claro si el calentamiento global está propiciando un aumento de la abundancia de lagos supraglaciares y se tiene esperanzas de que próximas investigaciones puedan cuantificar ese efecto, si existe.